# Lei Clijsters
Lei Clijsters (Opitter, Bélgica; 6 de noviembre de 1956 – Gruitrode, Bélgica; 4 de enero de 2009) fue un futbolista y entrenador belga que jugaba en la posición de defensa. Era el padre de las tenistas Kim y Elke Clijsters.

## Carrera

### Club
Inició su carrera como centrocampista y luego de cuatro años en las divisiones juveniles del equipo de su ciudad, Lei Clijsters firma con el Club Brugge KV en 1973, pero solo juega un partido en dos años. En 1975 firma con el Patro Eisden Maasmechelen donde juega 296 partidos y anotó un gol en dos años con el equipo.
En 1977 firma con el KSK Tongeren con el que anota 22 goles en 167 partidos en cinco años con el equipo. En 1982 pasa al K Waterschei SV Thor Genk con el que anota seis goles en 109 partidos. En 1986 pasa al KV Mechelen con el que anota 13 goles en 174 partidos, ganó un título de liga en 1989 y un título de copa en 1987, además de la Recopa de Europa 1987-88 y la Supercopa de Europa 1988, y ganó la bota de oro en 1988 en sus seis años con el equipo.
En 1992 pasa al FC Lieja con el que jugaría 21 partidos y se retiraría al año siguiente casi a los 37 años de edad.

### Selección nacional
Jugó para Bélgica de 1983 a 1991 en 40 partidos y anotó tres goles, uno de ellos en la victoria por 3-1 ante Uruguay en la Copa Mundial de Fútbol de 1990, además de integrar las selecciones que participaron en la Eurocopa 1984 y el mundial de México 1986 donde finalizaron en cuarto lugar.

### Entrenador
| Periodo   | Club                      |
| --------- | ------------------------- |
| 1993–1994 | Patro Eisden Maasmechelen |
| 1994–1997 | KAA Gent                  |
| 1998      | Lommel SK                 |
| 1999–2000 | KFC Diest                 |
| 2000      | KV Mechelen               |
| 2000–2001 | KFC Diest                 |
| 2007–2008 | KSK Tongeren              |

## Vida personal
Clijsters estuvo casado con Els Vandecaetsbeek de 1982 a 2005. En sus tiempos de jugador era patrocinado por Diadora.
Luego de retirarse como entrenador en 2001, Clijsters dirigió la carrera profesional de tennis de su hija Kim. Retoma su carrera como entrenador en 2007 con el KSK Tongreden de tercera división, pero se retira como entrenador en enero de 2008 luego de que su familia anunciara que sufría una seria enfermedad. Los detalles se mantuvieron en el anonimato, pero en febrero la prensa belga reportó que tenía un metastatic melanoma y el tratamiento no estaba funcionando.

## Muerte
El 4 de enero de 2009, Leo Clijsters muere a causa de su enfermedad a los 52 años de edad. Tras su muerte, el periódico belga Het Laatste Nieuws reveló que sufría por un recurrente melanoma que afectó los pulmones y otros órganos, agravando su condición desde hace 25 años.

## Logros

### Club
KV Mechelen
- Primera División de Bélgica (1): 1988–89
- Copa de Bélgica (1): 1986–87[13]
- European Cup Winners Cup (1): 1987–88
- Supercopa Europea (1): 1988
- Torneo de Amsterdam (1): 1989[14]
- Trofeo Joan Gamper (1): 1989[15]
- Copa Jules Pappaert (1): 1990[16]

### Individual
- Belgian Golden Shoe (1): 1988[17]
- Mejor equipo del 50 aniversario de la bota de oro (2003)[18]